# Hrachor setý

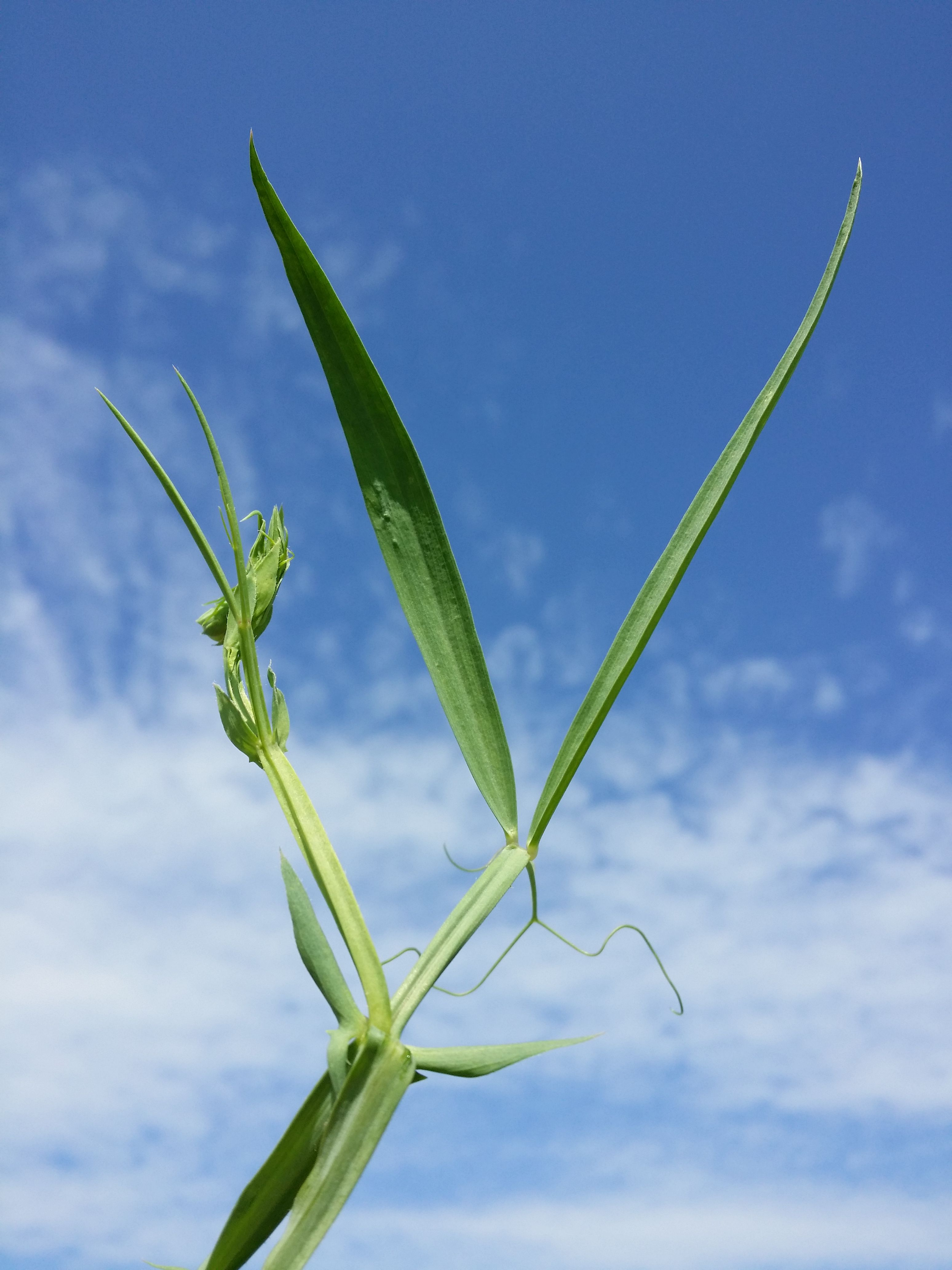
List s lístky a úponkem

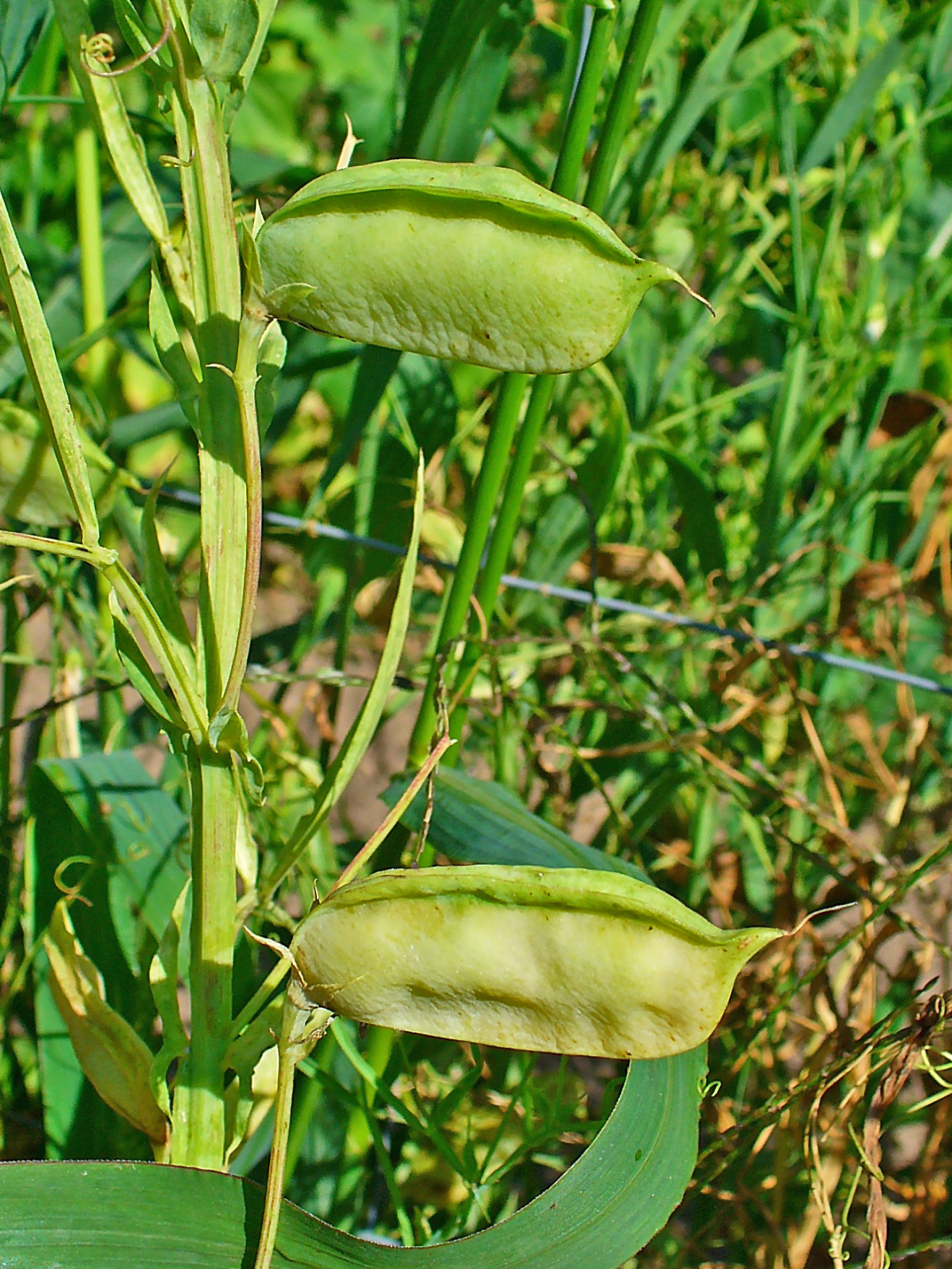
Lusky se semeny

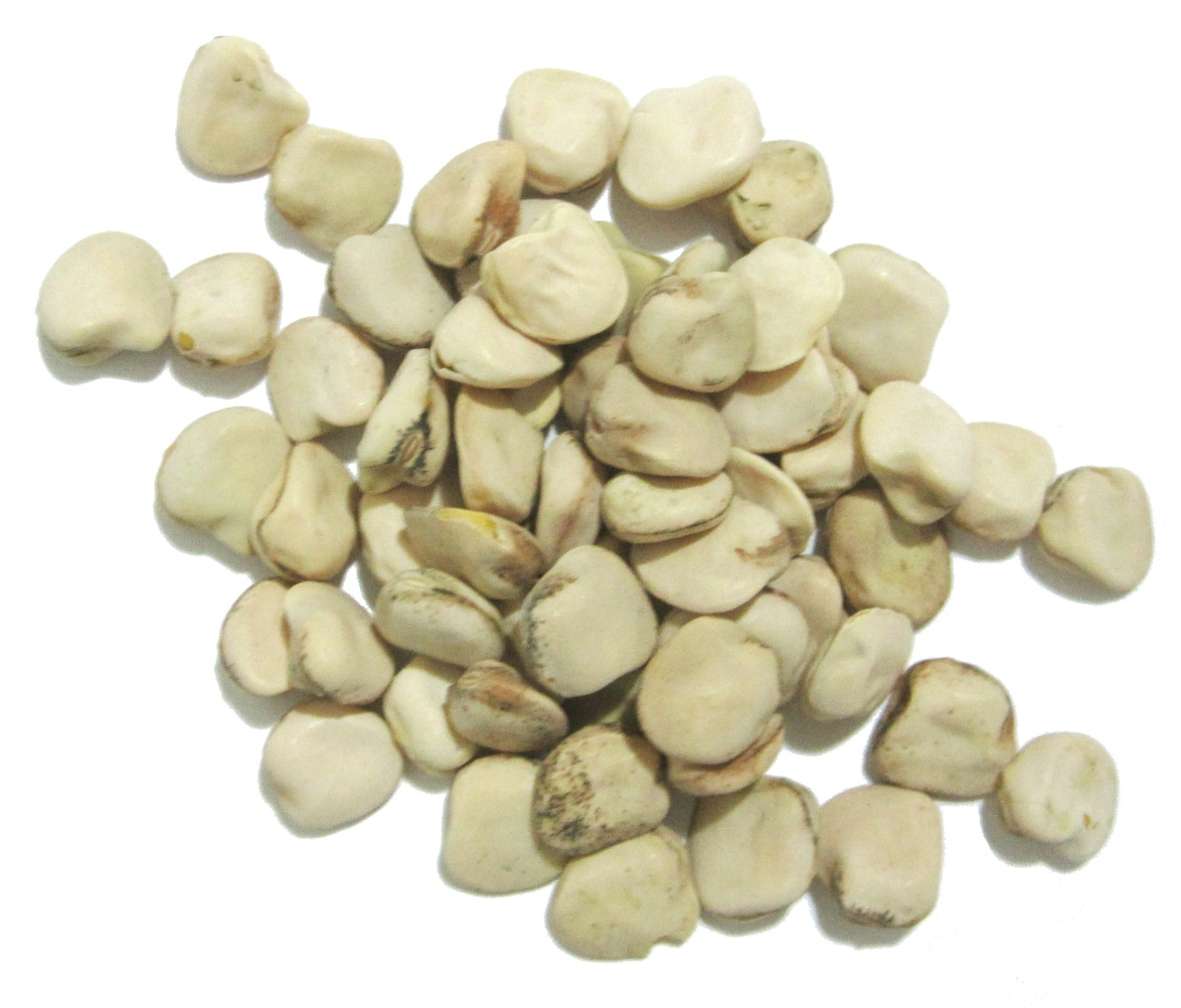
Vyluštěná semena

Hrachor setý (Lathyrus sativus) je jednou z nejstarších domestikovaných rostlin, která byla lidmi využívaná pravděpodobně již v období pozdního neolitu (asi 8000 let př. n. l.). Je jednoletá poléhavá bylina s lodyhou dlouhou až 1 m a jednotlivými motýlovitými květy zbarvenými od bílé přes růžovou až po modrofialovou barvu. Tato luštěnina byla postupně přizpůsobená klimatu ve Středozemí a jihozápadní Asii, kde je po tisíciletí pěstována pro poživatelná semena i jako pícnina pro krmení dobytka.

## Výskyt
Původní druh této rostliny není v přírodě znám, všude se vyskytuje pouze jako vyšlechtěná kulturní plodina. Podle archeologických nálezů pochází z Balkánu, z oblastí bývalé Jugoslávie a Bulharska. Tato luskovina byla postupně mimo oblast svého vzniku rozšířená zejména v teplých a suchých oblastech Starého světa, nejvíce v jižní Evropě, subsaharské i východní Africe, jihozápadní i střední Asii, v Mongolsku, přední Indii, Číně i po celé západní Sibiři. Mimo tyto oblasti byla rostlina v pozdější době zavlečena do Karibiku a Jižní Ameriky, stejně jako do Queenslandu i Victorie v Austrálii.
V průběhu tisíciletí rostlina v mnoha oblastech světa zplaněla a je přechodně zavlékána i do Česka, kde se občas objevuje na jižní a střední Moravě i ve středních Čechách. V Evropě se počátkem 21. století pěstuje především na Balkáně a ve Středozemí. V české přírodě je považována za archeofyt, jenž byl do České kotliny zavlečen jako následek rozvíjejícího se dálkového obchodu.

## Ekologie
Hrachor setý je odolný vůči jarnímu chladu, po vyklíčení snáší krátkodobě teplotu až -6 °C. Dobře přijímá vydatné deště v raných růstových fázích a dlouhodobé sucho během kvetení i vývoje plodů. Úspěšně se pěstuje v oblastech s průměrnými ročními srážkami 400 až 650 mm a zprůměrovanou roční teplotou od 10 po 25 °C. Lze jej pěstovat v široké škále půdních typů, chudých, suchých, včetně přemokřených a těžkých jílů, dokonce snáší i mírné zasolení.
Vegetační doba se pohybuje od osmdesáti po sto dvacet dnů, v závislosti na odrůdě i teplotě. Ve středoevropských podmínkách dozrává v srpnu až počátkem září, přebytek vlhkosti v této době vede k uhnívání rostlin a plesnivění lusků. Je schopen přežít a poskytnout úrodu i při extrémním suchu v období kvetení i při dorůstání semen, je velice odolný i vůči zaplevelení. Počet chromozomů 2n = 14.

## Popis
Hrachor setý je jednoletá rostlina s poléhavou, lysou, čtyřhrannou, křídlatou lodyhou, která dorůstá do délky 0,5 až 1 m. Větvené lodyhy vyrůstají z dlouhého, kůlovitého kořene se symbiotickými bakteriemi jímající vzdušný dusík. Lodyha je střídavě porostlá úzce kopinatými, jednojařmými listy s polostřelovitými, zubatými palisty dlouhými asi 2 cm. List je tvořený párem lístků a jeho osa je zakončená rozvětveným úponkem. Úzce podlouhlé lístky bývají dlouhé až 15 cm, mají celistvý okraj a rovnoběžnou žilnatinu.
Květy jsou motýlovité, oboupohlavné, pětičetné a bývají zbarvené od barvy bílé přes růžovou až po modrou nebo načervenalou. Vyrůstají jednotlivě nebo v páru na dlouhých stopkách z úžlabí listů. Jejich kalich je zvonkovitý, trubku tvořící cípy jsou kopinaté a nestejně dlouhé. Koruna je bílá, růžová, modrá nebo načervenalá, bývá dlouhá 15 až 23 mm, pavéza je široká, tmavě žilkovaná, vykrojená a člunek mírně doleva stočený. Květ je nejčastěji celý světle modrý s růžově fialovou spodní části pavézy či s pavézou čistě bílou, někdy je koruna celá bílá a zřídka výhradně červená. Květy bohaté nektarem jsou cizosprašné. Opylovány jsou větším létajícím hmyzem, převážně čmeláky.
Plod je plochý, nezaškrcovány, pukající lusk s dvěma naznačenými křídly. Je dlouhý asi 3 cm, široký 1 cm a zpravidla obsahuje dvě až pět kulovitých, mírně zploštělých a hladkých semen. Bývají velká asi 4 mm, hilum mají eliptické a obvykle jsou jednobarevná, převážně bílá, méně často zelená či hnědá, ojediněle jsou jemně černě tečkovaná.

## Pěstování
Mladý semenáč je odolný vůči chladu a proto se semena hrachoru setého vysévají již v březnu do hloubky asi 5 cm a do řádků vzdálených 25 až 30 cm od sebe, klíčí hypogeicky. Brzkým výsevem se ještě plně využije jarní půdní vláha nutná ke klíčení a počátečnímu růstu. Rostlina potřebuje oporu, aby se mohla svými úponky zachytit a pnout za světlem, při výšce kolem 0,5 metru se již sama neudrží vzpřímená a při polehnutí se lusky špatně vyvíjejí nebo dokonce zahnívají.
Vegetační doba se podle místních podmínek pohybuje průměrně okolo sta dnů. Bylina pěstována na semeno se někdy sklízí pomoci desikace, jenž se zahajuje, jakmile jsou dvě třetiny lusků zralé. Jednotlivé rostliny dozrávají poměrně nestejnoměrně, některé lusky ještě před sklizní samovolně pukají a obvykle bývá velký vydrol semen. Sklízená semena je většinou nutno, jako ochranu před plísní, ještě dosoušet. V Česku se pěstuje odrůda 'Radim' registrována v roce 2010.

## Význam
Hrachor setý je pro velkou odolnost k suchu a schopnosti biologické fixace vzdušného dusíku velmi vhodný k zúrodnění písčitých, podzolových půd, výsypek a ke zvýšení výnosů následných plodin na orné půdě. Čerstvou i suchou nať lze použít ke krmení hospodářských zvířat, má vysoký obsah proteinů, příznivé spektrum minerálních látek a vysokou stravitelnost. Je pro většinu zvířat chutná, zvláště ve směsi s travinami, případně dalšími jetelovinami. Přínosem ve výživnosti jsou i semena, jejich podíl v objemovém krmivu je však minimální, samotná usušená semena lze zkrmovat v drcené formě (šrotu). Zelené rostliny se využívají jako hodnotné krmivo, z jednoho hektaru to bývá obvykle 25 až 40 tun zelené hmoty nebo 9 tun sena, samostatně nebo ve směskách s travinami nebo jetelovinami. Pro suché oblasti je tato bylina i nadále důležitou záchrannou rostlinou, zvláště když jiné plodiny selžou.
Častým důvodem pro pěstování jsou semena, která ve zralostí obsahují kolem 25 % bílkovin a 55 % sacharidů. Semena jsou pro lidí chutná a používají se i pro potravinářské účely, melou se na mouku, konzumují se celá vařená nebo pražená. Významnou luštěninou je hrachor setý především v semiaridních oblastech ve Středozemí a zvláště v Jihozápadní Asii, jmenovitě hlavně v Indii a Pákistánu, kde je převážně v chudších vrstvách společnosti podstatnou složkou stravy.
Přestože jsou tato semena jedlá, jsou vhodná pouze jako součást pestré stravy, nikoliv jako potrava pravidelná. Jejich nadměrná konzumace vyvolává u lidí i zvířat nemocnění zvané lathyrismus. Nemoc je způsobena tzv. lathyrogeny, neurotoxickými nebílkovinnými aminokyselinami (ODAP) přítomnými v semenech všech hrachorů. Tyto pravidelně konzumované sloučeniny se v těle savců ukládají a při větším množství poškozují mozek, u lidí to má za následek špatnou funkci svalů až celkové ochrnutí nohou a u býložravců paralýzu zadních končetin. Namáčením a vařením semen se hladina ODAP snižuje, při vaření nebo pečení z mouky namleté ze semen klesá ODAP téměř k nulové hodnotě. Probíhá šlechtění na detoxikaci semen, aniž by došlo ke snížení jejich nutriční hodnoty.